# Agenda
För andra betydelser, se Agenda (olika betydelser).
Agenda (av lat. agere, "handla, verka"), egentligen "vad som bör göras"; syftar på planering av kommande beslut eller handlingar.  
Inom kyrklig verksamhet  avses ursprungligen den bok som anger hur den offentliga gudstjänsten och andra kyrkliga förrättningar skall utföras, och som innehåller de formulär vilka därvid bör följas. Den romersk-katolska kyrkans gudstjänstordning bestämdes av påven Gregorius I (590-604) i dennes agenda, som även kallas sacramentale. När protestanterna genom reformationen lösgjordes från katolska kyrkan fick varje protestantisk kyrka sin egen agenda eller kyrkohandbok.
Utanför kyrkliga sammanhang kan en agenda vara en minnesbok, anteckningsbok och även användas synonymt med dagordning i sammanträdessammanhang eller syfta på en enskild persons planering för att uppnå sina mål. Ordet agenda används också för samhälleliga planer och prioriteringar om vilka beslut som ska fattas och vilka åtgärder som ska vidtas, och om långsiktiga uppgörelser eller åtgärdsplaner, som till exempel EU:s Agenda 2000 och FN:s Agenda 21.